# Matt (Glarona Sud)
Matt (toponimo tedesco) è una frazione di 831 abitanti del comune svizzero di Glarona Sud, nel Canton Glarona.

## Geografia fisica
Il villaggio di Matt si trova a 831 metri di altitudine sulla riva destra del fiume Sernf, mentre la frazione di Weissenberge si trova sui pendii orientali sopra Matt, a 1266 metri di altitudine. Matt si trova sulla strada tra Schwanden ed Elm e nelle sue vicinanze. Il villaggio di Engi si trova a valle, a nord, mentre il villaggio di Elm si trova a monte, a sud. Il torrente Krauch sfocia nel fiume Sernf nei pressi del villaggio.[
Matt ha una superficie, come definito dai precedenti confini comunali del 2006, di 41,27 km², che copre un'area considerevole su entrambe le sponde del fiume. A est, quest'area raggiunge le cime del Gulderstock (2511 metri), Spitzmeilen (2501 metri), Wissgandstöckli (2488 metri) e Foostock (2611 metri), e comprende la valle del torrente Krauch. A ovest, il territorio sale fino al Bergligrat (2428 metri). Della superficie totale, il 39,6% è utilizzato per scopi agricoli, mentre il 32,4% è coperto da foreste. Del resto del territorio, lo 0,8% è abitato (edifici o strade) e il resto (27,2%) è improduttivo (fiumi, ghiacciai o montagne).

## Storia
Matt viene menzionato per la prima volta nel 1273 come Mattun.
Nel 1879, la valle del fiume Linth fu collegata alla rete ferroviaria svizzera con l'apertura della linea ferroviaria del Nord-Est svizzero da Weesen, ma Matt, nella valle laterale del fiume Sernf, rimase senza servizio. Ciò ebbe un impatto sull'economia locale e furono avanzate diverse proposte per fornire un servizio ferroviario alla valle del Sernf. Infine, l'8 luglio 1905, fu inaugurata la funivia della Sernftal, una tramvia elettrica a scartamento metrico lungo la strada, che collegava Schwanden con Matt e altre comunità fino a Elm. Il servizio su questa linea continuò fino al 31 maggio 1969, quando fu sostituita da servizi stradali. Nel 1967, fu inaugurata una funivia per collegare Matt e Weissenberge.
Già comune autonomo che si estendeva per 41,27 km² e che comprendeva anche la frazione di Weissenberge, il 1º gennaio 2011 è stato accorpato agli altri comuni soppressi di Betschwanden, Braunwald, Elm, Engi, Haslen, Linthal, Luchsingen, Mitlödi, Rüti, Schwanden, Schwändi e Sool per formare il nuovo comune di Glarona Sud.

## Monumenti e luoghi d'interesse

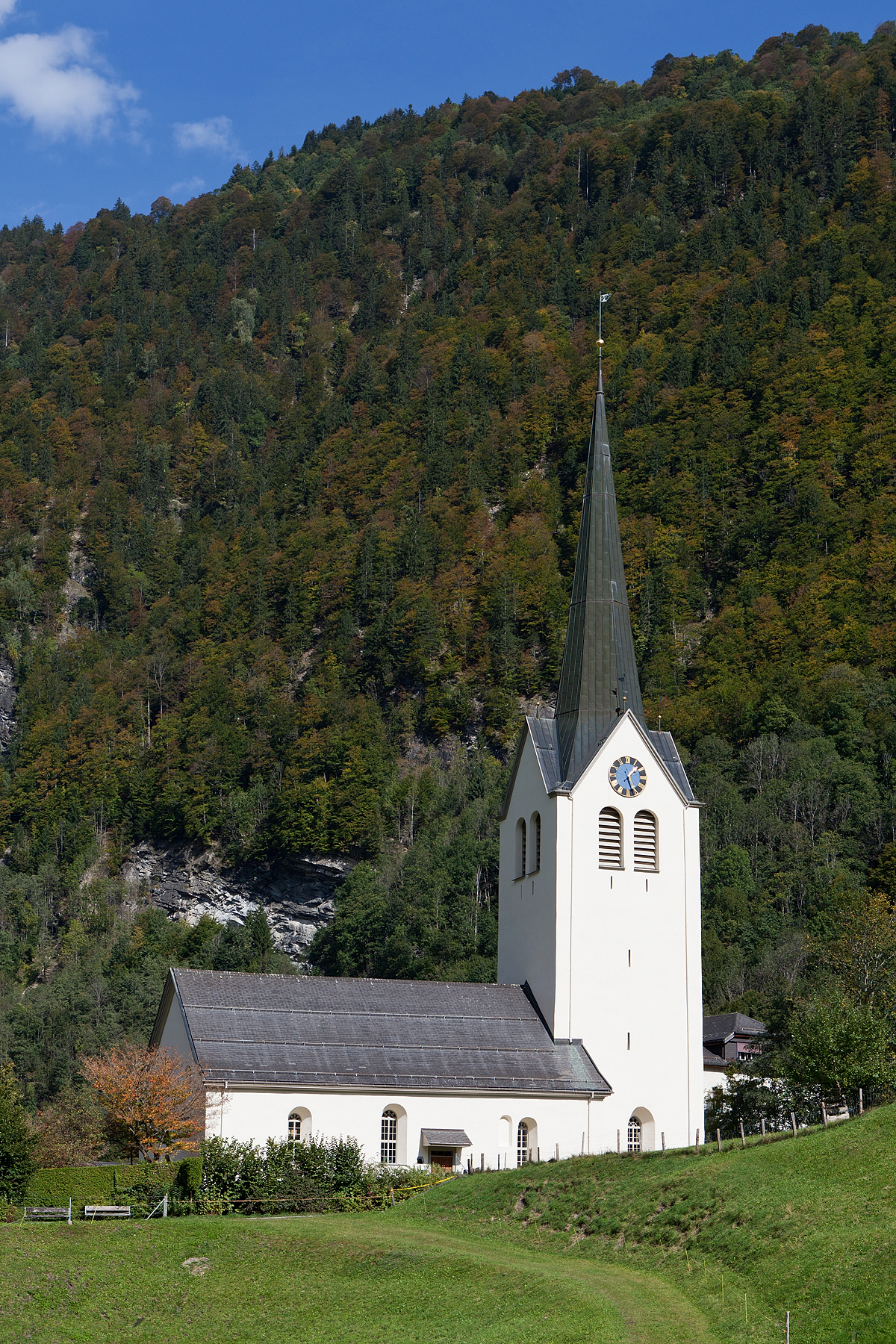
La chiesa riformata

- Chiesa riformata, eretta nel 1261-1273[1].

## Società

### Evoluzione demografica
L'evoluzione demografica è riportata nella seguente tabella:
Abitanti censiti

## Economia
Weissenberge è una località di villeggiatura estiva.

## Infrastrutture e trasporti
Una funivia collega Matt a Weissenberge.

## Amministrazione
Ogni famiglia originaria del luogo fa parte del comune patriziale che ha la responsabilità della manutenzione di ogni bene comune.